# Zorotypus vinsoni
Zorotypus vinsoni är en jordlusart som beskrevs av Renaud Maurice Adrien Paulian 1951. Zorotypus vinsoni ingår i släktet Zorotypus och familjen Zorotypidae. Inga underarter finns listade i Catalogue of Life.